# Mieån

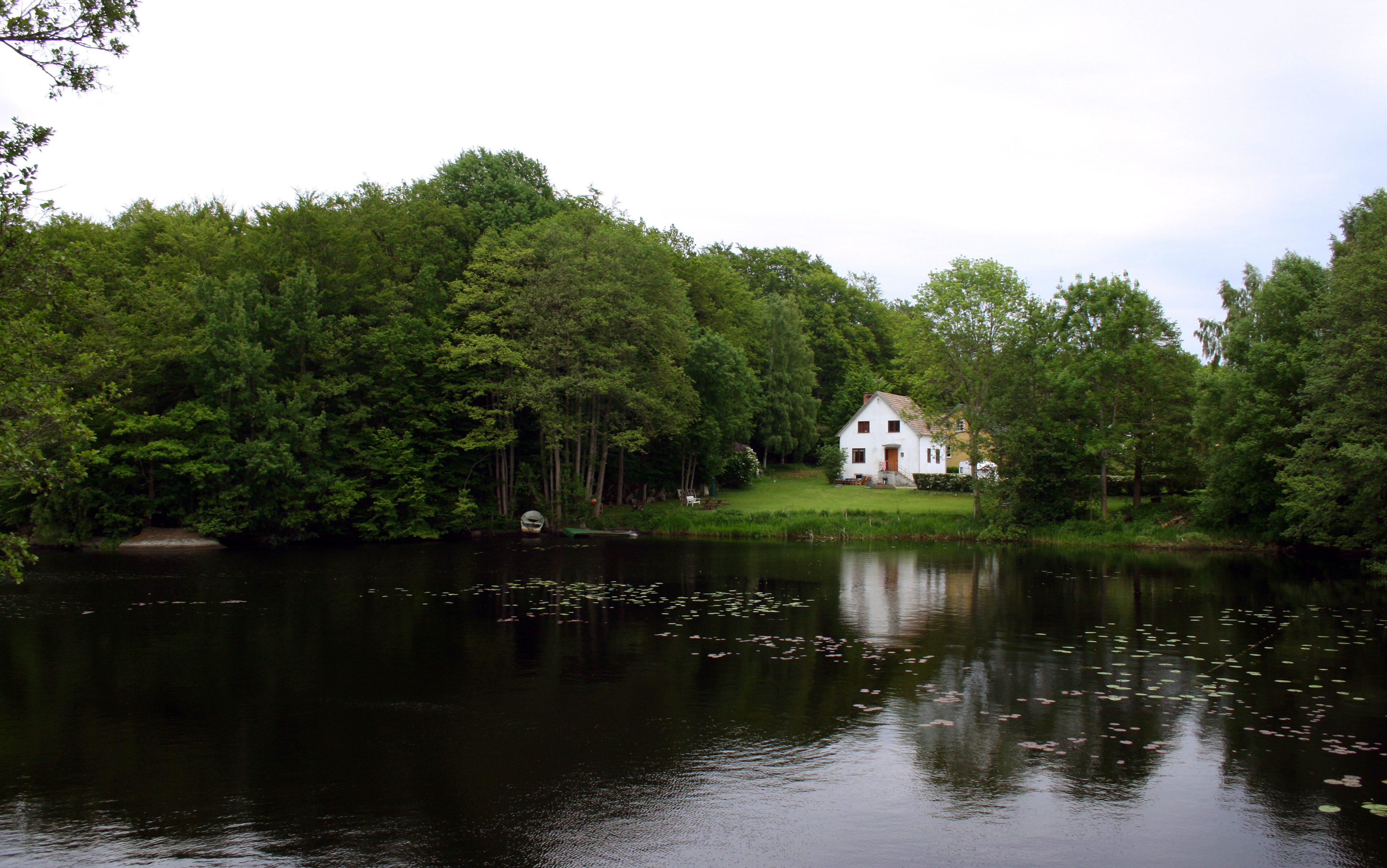
Ett brett parti av Mieån vid en fördämning vid Granefors i Karlshamns kommun

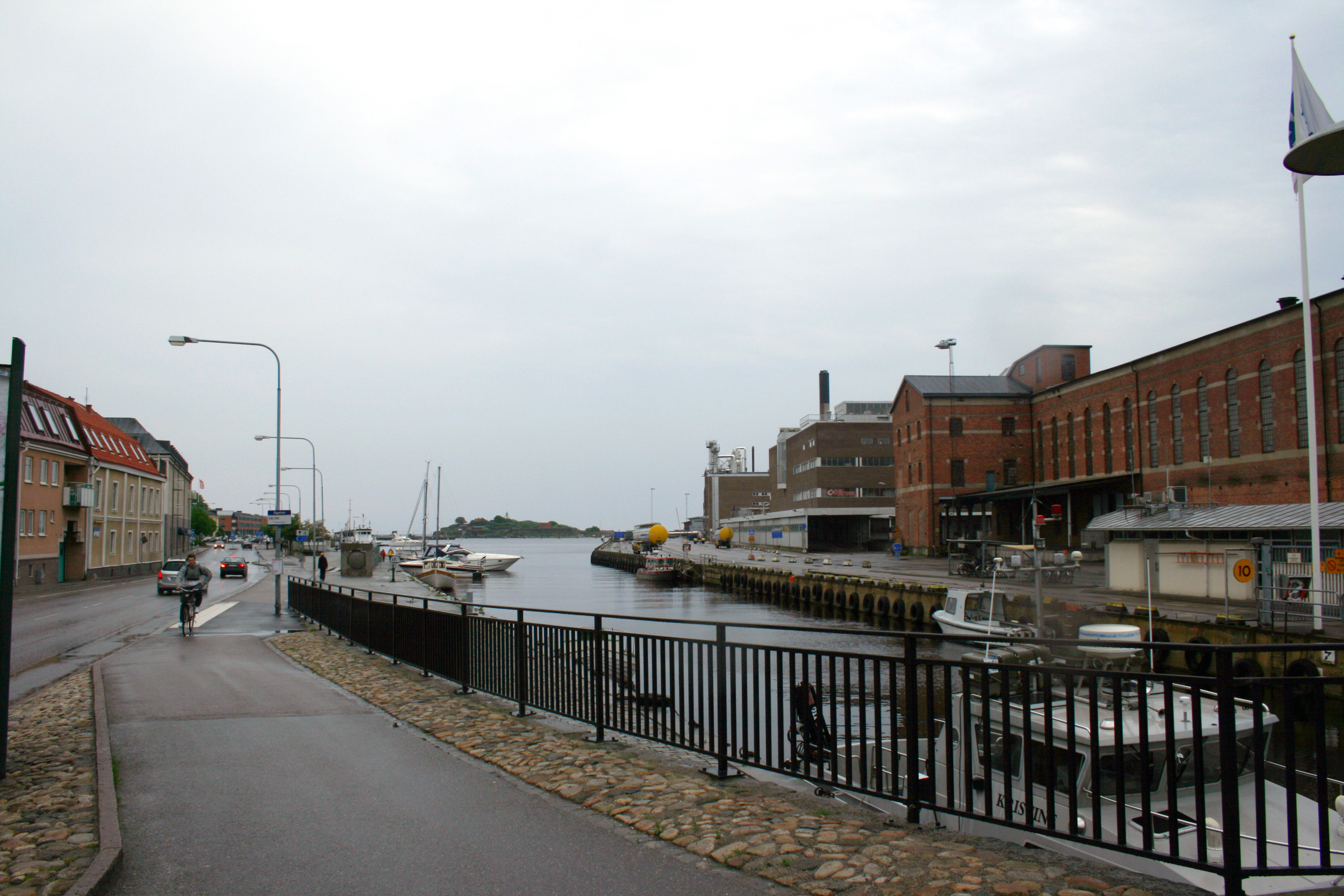
Mieåns utlopp i Karlshamn

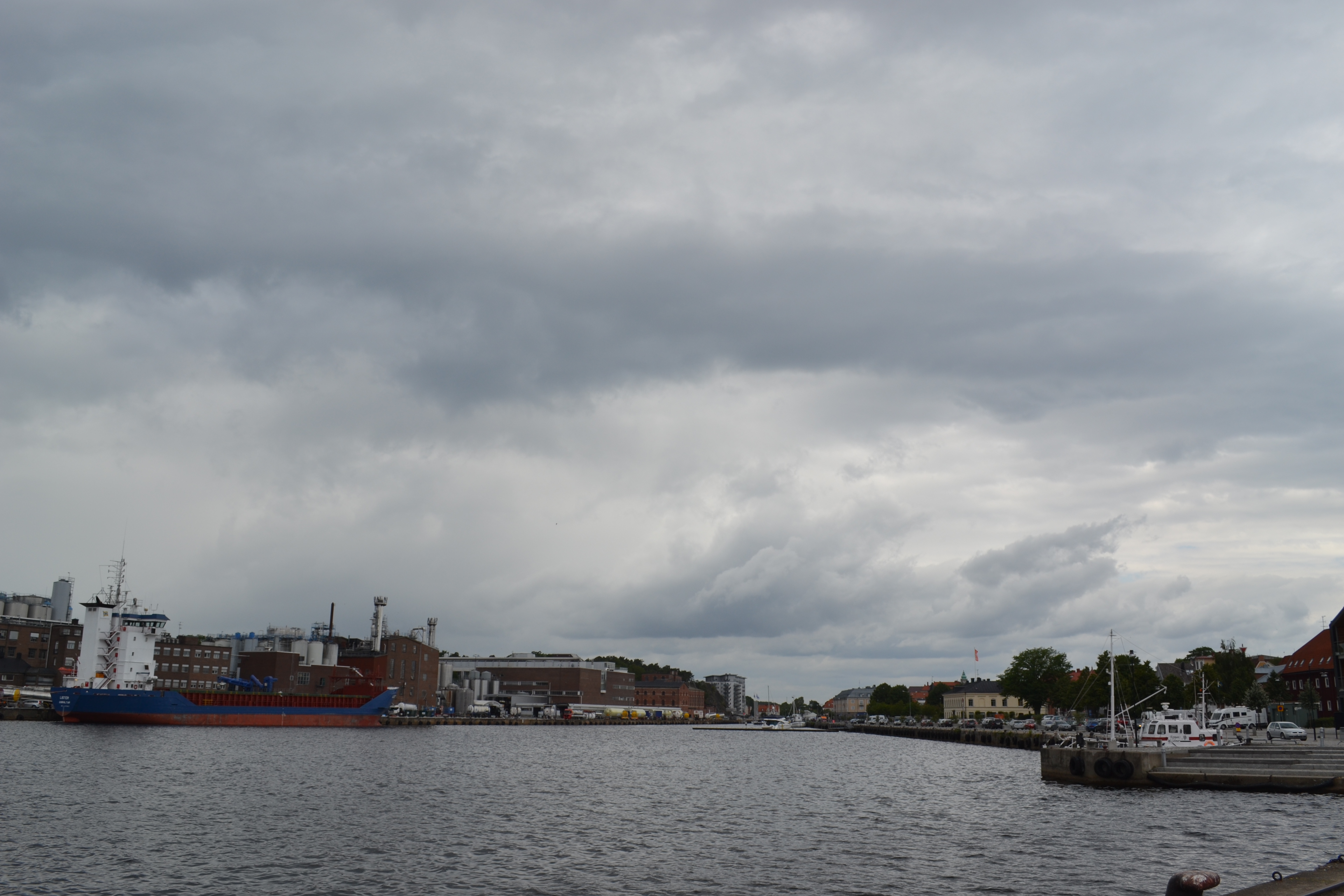
Mieåns utlopp sett utifrån

Mieån är ett vattendrag i Blekinge och i södra Småland. Källflödet rinner ut i Yttre Arasjön, passerar Mien (95 m ö.h) och fortsätter söderut till mynningen i Östersjön vid Karlshamn. Total längd inklusive källflöden är 47,6 km.
Mieån fungerade tidigare som viktig transportled för varor från norra Blekinge ned till Bodekull. Från 1600-talet börjar dock åns betydelse som transportled att minska. Mieån har även använts som flottningsled.
I januari 1994 läckte dieselolja från en tankbil ut i Mieån, som sedan rinner ut i Långasjön, Karlshamns vattentäkt. Fjärde dagen efter olyckan var vattenverket i Karlshamn tvungen att stoppa sitt inflöde på grund av att vattnet var kontaminerat. Man lyckades med hjälp av 2,4 km långa provisoriska ledningar få fram reservvattnet från en reservvattentäkt i tid och Karlshamnsborna märkte aldrig av något stopp i kranarna. Tre månader efter olyckan var vattnet rent igen och Långasjön kunde åter användas som vattentäkt.